# Jeruzalémský talmud

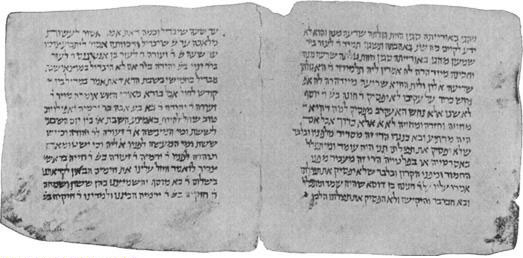
Středověký rukopis Jeruzalémského talmudu nalezený v káhirské geníze

Jeruzalémský talmud neboli Talmud jerušalmi je redakce talmudu vytvořená v Izraeli během čtvrtého století n. l. Je tvořen starší mišnou, záznamem ústních náboženských tradic židů, a rabínskými komentáři zvanými gemara.

## Historie
Gemara Jeruzalémského talmudu je výsledkem téměř 200letého bádání nad Mišnou v akademiích v zemi izraelské (hlavně v Tiberiadě a v Cesareji). Vzhledem k poloze těchto akademií jsou zde velmi detailně probírány zákony zemědělství ve Svaté Zemi. Podle tradice jej sepsal na konci 3. stol. rabín Jochanan b. Napacha (podle novějších poznatků mu nelze autorství připsat, snad jen položil základy díla:s.25–26), resp. dokončili v roce 350 n. l. v Izraeli Rav Muna a Rav Jossi.[zdroj⁠?!] Říká se mu Talmud jerušalmi (Jeruzalémský talmud), nicméně jméno je zavádějící; nebyl totiž napsán v Jeruzalémě. Jindy proto bývá nazýván Talmud Erec Jisra'el – Palestinský talmud.[zdroj?]
V současnosti se od užívání názvu „Palestinský talmud“ obecně ustupuje, neboť toto slovo je zabarveno arabsko-izraelským konfliktem. V češtině zvlášť je užívání problematické, neboť např. na rozdíl od němčiny nedokáže rozlišit mezi palestinským ve smyslu „historický region zvaný Palestina“ a palestinským ve smyslu „palestinská samospráva/palestinský stát“.
Gemara Jeruzalémského talmudu je psána v západoaramejském nářečí, které se poněkud liší od aramejštiny Babylónského talmudu. Vyznačuje se větší frekvencí slov přejatých z řečtiny (i latiny) a je bližší jazyku některých aramejsky psaných midrašů, které rovněž vznikaly tou dobou v Izraeli.

## Obsah
Jeruzalémský talmud obsahuje gemaru ke 39 traktátům mišny, což je o jeden více než u Babylónského talmudu. Na rozdíl od babylonského zahrnuje kompletní gemaru k oddílu Zera'im. To se dá vysvětlit tím, že zákony týkající se zemědělství a obdělávání Země izraelské měly svůj význam pro palestinské Židy, zatímco v Babylónii byly diskuze na takové téma méně aktuální. Naopak zcela chybí seder Kodašim, pojednávající o obětech v Chrámu, který je z velké části komentován v babylónské verzi; dalo by se předpokládat, že situace bude spíše opačná. Někteří vědci proto zastávají názor, že Jeruzalémský talmud původně obsahoval gemaru ke všem traktátům mišny, nicméně 24 traktátů se nám nedochovalo.[zdroj?] Jeruzalémská gemara je také mnohem kratší a proto je ve výsledku Jeruzalémský talmud mnohem méně obsáhlý a tím i méně závazný, než Babylónský talmud.[zdroj?]

## Rozdíly oproti Babylónskému talmudu
Zatímco v Babylónském talmudu jsou jednotlivé mišny označovány aramejským slovem מתניתין, v Jerušlami jsou označovány jako halachot. Rovněž rozřazení a stránkování u Jerušalmi není přesně dané, jako u jeho babylónského protějšku. Nejčastěji jsou proto citace uváděny ve formě [Traktát – číslo kapitoly – číslo mišny], přičemž aby nedošlo k záměně s Mišnou či Babylónským Talmudem, bývá ve vědeckých publikacích před citací ještě zkratka J / Y, Jeru, Yeru ev. JT / PT označující Jeruzalémský/Palestinský talmud.
Rovněž znění mišny tak, jak je předkládáno v Jerušalmi, není úplně stejné jako v původní mišně nebo v Babylónském talmudu. Skutečnost je taková, že všechny tři zmíněné sbírky se od sebe v určitých drobnostech liší.